# Drążdżewo Małe
Drążdżewo Małe – wieś sołecka w Polsce położona w województwie mazowieckim, w powiecie makowskim, w gminie Krasnosielc. Leży nad rzeką Orzyc.
W latach 1975–1998 miejscowość administracyjnie należała do województwa ostrołęckiego.
W Drążdżewie Małym znajduje się kościół parafii św. Izydora w Drążdżewie, cmentarz, 2 mogiły w postaci usypanych kopców, do niedawna przedszkole, a wcześniej szkoła podstawowa.